# Seymeria madagascariensis
Seymeria madagascariensis là loài thực vật có hoa thuộc họ Cỏ chổi. Loài này được (Benth. & Hook. f.) Kuntze miêu tả khoa học đầu tiên năm 1891.